# Востоков, Фёдор Анатольевич
Фёдор Анатольевич Востоков (20 октября 1920, Астрахань — 9 ноября 2010, Москва) — советский и российский ведущий конструктор скафандров.
В исторический день 12 апреля 1961 г. ведущий конструктор скафандров Ф. А. Востоковым на верхней площадке ферм обслуживания ракеты помогал Юрию Гагарину пройти от лифта до кресла космического корабля «Восток» и участвовал в закрытии люка. Документальные кадры, снятые тогда на Байконуре за 2 часа до старта, обошли весь мир.

## Биография
Фёдор Анатольевич Востоков родился 20 октября 1920 года в Астрахани.
До 1925 года семья Востоковых жила в селе Красный яр (ныне — административном центре Красноярского района Астраханской области), где долгое время работал отец Фёдора Анатольевича — врач по профессии.
Затем Востоковы (родители и трое сыновей) вновь переселились в Астрахань.
После окончания средней школы, 1 августа 1937 года Фёдор Анатольевич Востоков по «Сталинскому» спецнабору был зачислен в Военную школу авиационных механиков в городе Вольске Саратовской области, по окончании которой служил по специальности в одной из авиационных частей.
Участник Великой Отечественной войны с первых её дней. С 1 октября 1941 года служил в должности техника звена, а с августа 1942 года являлся Начальником подвижных авиаремонтных мастерских 487-й Истребительного авиационного полка 101-й авиадивизии.
9 октября 1943 года авиаполк, в составе которого служил Ф. А. Востоков получил наименование «146-й Гвардейский истребительный авиационный полк».
Участвовал в боях на Западном, Ленинградском и Юго-Западном фронтах и принимал участие в обороне Москвы, в прорыве блокады Ленинграда, освобождении городов: Воронеж, Поворино (Воронежской области), Щигры и Льгов (Курской области), Ворожба (Сумской области Украины), Нежин (Черниговской области Украины) и столицы Украины Киева.
Окончив войну в звании капитана, продолжил службу в Вооружённых силах СССР.
После увольнения из армии Ф. А. Востоков вместе с семьёй переехал в посёлок Томилино Люберецкого района Московской области, где прожил до конца своих дней.
Здесь, с 1956-го он работал на заводе № 918 Государственного комитета по авиационной технике при Совете Министров СССР (с 1994 года — Научно-производственное предприятие «Звезда», ныне — носящее имя Академика Г. И. Северина).
Работал в следующих должностях: Старший техник-конструктор, Ведущий инженер-конструктор, Начальник отдела.
Принимал активное участие в создании систем жизнеобеспечения и космических скафандров.
Он — непосредственный участник подготовки к полётам геофизических ракет и кораблей-спутников с собаками и манекенами на борту, а также первых советских космонавтов — пилотов космических кораблей серии «Восток».
В качестве члена стартовой команды Ф. А. Востоков находился на местах пусков изделий ракетно-космической техники — на ракетном полигоне в Капустином Яру Астраханской области и на Космодроме Байконур.
Он принимал активное участие в мероприятиях по спасению и эвакуации возвратившихся на Землю собак, манекенов и космонавтов с мест их посадок. 12 апреля 1961 года Начальник бригады завода № 918 Фёдор Анатольевич Востоков с представителями ОКБ-1 — ведущим конструктом Олегом Генриховичем Ивановским, слесарями-монтажниками Владимиром Ивановичем Морозовым, Николаем Васильевичем Селезнёвым, а также членом боевого расчёта Владимиром Ивановичем Шаповаловым находился на верхней площадке стартового комплекса площадки № 1 Космодрома Байконур и обеспечивал подключение скафандра Первого космонавта Земли Юрия Алексеевича Гагарина к системам жизнеобеспечения и катапультному креслу, а также закрывал люк кабины космонавта.
В 1997 году Ф. А. Востоков ушёл на пенсию.
Находясь на пенсии он занимался общественной деятельностью, участвовал в работе организаций Ветеранов войны и труда НПП «Звезда», неоднократно выступал перед школьниками и студентами.
Часто бывая в своей родной Астрахани Фёдор Анатольевич участвовал в работе Астраханского планетария и помогал его сотрудникам в плане организаций выставок и экспозиций, посвящённых Великой Отечественной войне и Дням космонавтики.
Скончался 9 ноября 2010 года.
Урна с его прахом захоронена в нише колумбария № 2а Донского кладбища в Москве.

## Награды
Приказом по Истребительной авиации Противовоздушной обороны территории страны № 15/н от 30 января 1943 года и от имени Президиума Верховного Совета СССР «За образцовое выполнение заданий Командования на фронте в борьбе с немецко-фашистскими захватчиками и проявленные при этом доблесть и мужество» Начальник подвижных авиаремонтных мастерских 487-й Истребительного авиационного полка 101-й авиадивизии, старший техник-лейтенант Востоков Фёдор Анатольевич был награждён медалью «За боевые заслуги».
Приказом по Истребительной авиации Противовоздушной обороны территории страны № 26/н от 29 июня 1945 года и от имени Президиума Верховного Совета СССР «За образцовое выполнение заданий Командования на фронте в борьбе с немецко-фашистскими захватчиками и проявленные при этом доблесть и мужество» Начальник подвижных авиаремонтных мастерских 146-го Гвардейского истребительного авиационного полка 101-й авиадивизии, Гвардии старший техник-лейтенант Востоков Фёдор Анатольевич был награждён орденом Красной Звезды.
Указом Президиума Верховного Совета СССР от 17 июня 1961 года «За успешное выполнение специального задания Правительства по созданию образцов ракетной техники, космического корабля-спутника „Восток“ и осуществление первого в мире полета этого корабля с человеком на борту» инженер-конструктор завода № 918 Государственного комитета по авиационной технике при Совете Министров СССР Востоков Фёдор Анатольевич был награждён орденом Трудового Красного Знамени.
Указом Президиума Верховного Совета СССР от 6 апреля 1985 года «За участие в боях с немецко-фашистскими захватчиками и в честь 40-летия Победы Советского народа в Великой Отечественной войне»
Востоков Фёдор Анатольевич был награждён орденом Отечественной войны II степени.
Кроме этого он был награждён медалями «За оборону Москвы», За оборону Ленинграда", «За оборону Киева», «За Победу над Германией в Великой Отечественной войне 1941—1945 годов», «За доблестный труд.
В ознаменование 100-летия имени В. И. Ленина», «Ветеран труда».